# Fabrice Pancrate
Fabrice Pancrate (Parigi, 2 maggio 1980) è un ex calciatore francese, di ruolo attaccante.

## Palmarès

### Club

#### Competizioni nazionali
- Coppa di Francia: 1

PSG: 2005-2006
- Campionato inglese di seconda divisione: 1

Newcastle: 2009-2010

### Individuale
- Capocannoniere della Coupe de la Ligue: 1

2002-2003 (3 reti)